# Кыргызстан (партия)
Политическая партия «Кыргызстан» (кирг. «Кыргызстан» саясий партиясы) — политическая партия Кыргызстана. Партия была создана в 2010 году. Основателем партии является Абдыкеримов, Шаршенбек Шайлообекович
На парламентских выборах 4 октября 2015 года «Кыргызстан» уверенно занял 3-место и прошел в Жогорку Кенеш Кыргызской Республики, получив 18 мандатов из 120.
Экс - председатель партии с момента её основания — Исаев Канатбек Кедейканович. 22 сентября 2019 года на VI съезде партии Канат Исаев повторно переизбран её лидером (на второй срок, до 2023 года).
12 октября 2021 года на очередном съезде партии единогласно избран новый лидер - Абдыразаков, Нурлан Орозобекович.
Председатель партии - Абдырызаков Нурлан Орозобекович.
Спикер Жогорку Кенеша Кыргызской Республики — Джумабеков Дастанбек Артисбекович, член политсовета партии «Кыргызстан».

## История
Партия «Кыргызстан» прошла регистрацию 24 июня 2010 года в Министерстве юстиции Кыргызской Республики, однако до 2015 года не вела активную политическую деятельность и находилась в спящем режиме. Начиная с 2015 года партия «Кыргызстан» последовательно проходила не только в парламент, но и во множество кенешей по всей стране. Члены партии «Кыргызстан» были назначены и избраны на различные государственные и муниципальные должности на областных, районных и городских уровнях.

### Парламентские выборы 2015
7 мая 2015 года принято решение об участии в выборах Жогорку Кенеша Кыргызской Республики, которые должны были состояться 4 октября 2015 года. В итоге 9 июня 2015 года состоялся очередной съезд политической партии «Кыргызстан», на котором было официально принято решение об участии в выборах в Жогорку Кенеш Кыргызской Республики за 4 месяца до начала выборов. 9 июля 2015 года на III съезде политической партии «Кыргызстан», где участвовали более 300 делегатов со всех регионов страны, Канатбек Исаев был избран председателем партии. «Другие обещают. Мы делаем!»: так звучал лозунг партии «Кыргызстан» на выборах 2015 года. Перед выборами партия представила структурированную программу «Семь шагов»:
1. «Нравственный Кыргызстан»;
2. «Здоровый Кыргызстан»;
3. «Образованный Кыргызстан»;
4. «Правовой Кыргызстан»;
5. «Прогрессивный Кыргызстан»;
6. «Благодатный Кыргызстан»;
7. «Суверенный Кыргызстан».
4 октября 2015 года состоялись выборы в Жогорку Кенеш Кыргызской Республики. В выборах приняли участие 14 партий, каждая из которых зарегистрировала списки из более чем 100 кандидатов в депутаты. По итогам голосования в парламент прошло шесть партий:
«СДПК»,
«Республика — Ата Журт»,
«Кыргызстан»,
«Онугуу-Прогресс»,
«Бир Бол»
и «Ата-Мекен».
После подведения итогов голосования партия «Кыргызстан» набрала 12,67 % голосов и заняла третье место, получив 18 мандатов. Из зафиксированных предложений партия выполнила работу над 4 направлениями. «Кыргызстан» заявлял о том, что партия будет бороться за сокращение аппарата чиновников. В итоге экс-премьер-министр Мухаммедкалый Абылгазиев распорядился сократить около 1,5 тысячи служащих. Партия также ратовала за увеличение платы за вывоз мусора в Бишкеке. С 2016 года плата за вывоз мусора в столице увеличилась с 15 до 25 сомов за человека. Помимо этого, партия осуществила работу по созданию логистического центра в Араванском районе Ошской области и по строительству кирпичного завода, а также спортивного стадиона в Чон-Алайском районе Ошской области. Одним из самых ярких предвыборных обещаний партии стали выплаты материнского капитала. С 1 января 2018 года в Кыргызстане начали выплачивать единовременное пособие при рождении ребёнка. Сумма этих выплат составляет 4 тысячи сомов.

### Работа в Жогорку Кенеше VI созыва
При создании коалиции парламентского большинства, в которую вошли 4 партии («СДПК», «Кыргызстан», «Онугуу-Прогресс», «Ата-Мекен»), партия «Кыргызстан» вошла в коалицию как вторая по численности, так как «Республика — Ата-Журт», занявшая второе место на выборах, оказалась в парламентской оппозиции. 6 ноября 2015 года от коалиции большинства вице-спикером парламента был избран депутат фракции «Кыргызстан» Алимбеков Нурбек Каарыевич. Председателями двух ключевых комитетов от фракции «Кыргызстан» стали:
- Баатырбеков Алмазбек Баатырбекович — избран председателем комитета по международным делам, обороне и безопасности;
- Макеев Нурланбек Кадыкеевич — избран председателем комитета по экономической и фискальной политике. 14 сентября 2016 года лидер фракции «Кыргызстан» Исаев Канатбек Кедейканович избран лидером коалиции большинства Жогорку Кенеша Кыргызской Республики. 3 ноября 2016 года была создана новая коалиция большинства, в состав которой вошли фракции «СДПК», «Кыргызстан» и «Бир Бол».

### Выборы в местные кенеши (2016)
В 2016 году в Кыргызстане состоялись выборы в местные кенеши. Выборы прошли в 22 городских и 389 айыльных кенешах. В них приняли участие 2 288 651 гражданин, или 43,99 % избирателей. Политическая партия «Кыргызстан» заявила о своей программе под лозунгом «Гарантия стабильности и путь к обновлению». В рамках исполнения программы планировалось открыть 25 муниципальных центров для изучения государственного языка бесплатно. В пяти значимых городах Кыргызстана (Оше, Токмоке, Балыкчы, Караколе и Майлуу-Суу) политическая партия «Кыргызстан» заняла общее второе место, тем самым опередив партию «Республика — Ата-Журт», занявшую второе место на выборах в Жогорку Кенеш в 2015 году, также существенно сократив отставание от лидирующей партии «СДПК».

### Парламентские выборы 2020
22 сентября 2019 года в Бишкеке прошел VI съезд партии «Кыргызстан», на котором было заявлено о намерении участвовать в парламентских выборах 2020 года. В ходе съезда делегаты переизбрали лидером партии депутата Канатбека Исаева. На первый срок в качестве председателя партии «Кыргызстан» Канатбек Исаев был избран в 2015 году. После переизбрания его полномочия продлены до 2023 года. 3 июля 2020 года президент Сооронбай Жээнбеков подписал указ о проведении парламентских выборов 4 октября 2020 года. 7 июля 2020 года партия Кыргызстан подала уведомление в Центральную избирательную комиссию по выборам и проведению референдумов Кыргызской Республики (ЦИК КР) о намерении участвовать в выборах депутатов Жогорку Кенеша. 11 августа 2020 года ЦИК Кыргызстана опубликовала информацию о поступлении и расходовании средств избирательных фондов политических партий по состоянию на 7 августа. Больше всего средств — 10 миллионов сомов — поступило на счет партии «Кыргызстан». По состоянию на 21 августа 2020 года, на счет партии «Кыргызстан» поступило 37 миллионов сомов. Траты составили 22 миллиона 880 тысяч сомов. 19 августа 2020 года в Бишкеке состоялся VII внеочередной съезд партии «Кыргызстан». В работе съезда приняли участие депутаты парламента, члены политического совета партии, делегаты из всех регионов республики, активисты молодёжного крыла партии, а также приглашенные гости. В обращении к участникам съезда лидер партии «Кыргызстан» Канатбек Исаев отметил, что в Жогорку Кенеше представлено шесть фракций, самой стабильной из которых является фракция «Кыргызстан». Лидер партии также ознакомил делегатов с программой партии под названием «Эл үчүн» (рус. «Во имя народа»). Она предполагает проведение кардинальных реформ в пяти основных направлениях: экономика, социальная сфера, государственное управление, внешняя политика и судебная система. «Эта программа поможет выйти из кризиса и стагнации, в которые вошла страна из-за пандемии. Программа станет импульсом для развития. Команда партии „Кыргызстан“ стремится к созидательности и результативности. Мы не согласны с тем убеждением, что Кыргызстан — маленькая страна с небольшими ресурсами. Мы не маленькая и не бедная страна. У нас достаточно природных и человеческих ресурсов для развития. Главное — нужно эффективное управление. Не будем говорить о крупных державах, но страны, ресурсы которых намного меньше нашей, достигают больших успехов. К примеру, Япония, Сингапур Малайзия, Прибалтика».
В завершении съезда делегаты тайным голосованием определили список кандидатов в депутаты Жогорку Кенеша от политической партии «Кыргызстан». Согласно результатам голосования Канатбек Исаев возглавит список.
24 августа ЦИК завершила прием документов от партий для дальнейшей регистрации. По данным комиссии, документы к дедлайну, который заканчивался в 18.00, подали 17 партий, в том числе и «Кыргызстан». Однако 25 августа ЦИК вернула документы партии, сославшись на технические несоответствия. Основанием для решения стала подача документов лицом, не являющимся уполномоченным представителем партии.
Лидер партии Канатбек Исаев в ответ заявил, что решение рабочей группы ЦИК было принято на фоне давления представителей других партий.
В результате партия «Кыргызстан» подала в административный суд Бишкека исковое заявление об отмене решения Центризбиркома. 27 августа суд рассмотрел иск «Кыргызстана» и постановил, что решение ЦИК вернуть документы партии является незаконным, комиссия должна принять документы. Центризбирком с данным решением не согласился и 29 августа подал кассационную жалобу в Верховный суд.
1 сентября Верховный суд, рассмотрев кассационную жалобу Центральной избирательной комиссии, оставил в силе решение первой инстанции. Согласно постановлению суда партия «Кыргызстан» не нарушала закон при подаче документов.
2 сентября ЦИК приняла документы партии «Кыргызстан».

### Партийные съезды
На очередном партийном съезде политической партии "Кыргызстан", который прошёл 12 октября 2021, планировалось выдвижение кандидата по одномандатному округу, произошли крупные изменения. Делегаты единогласно приняли решение о смене лидера и всего политического совета партии.
Новым лидером партии «Кыргызстан» вместо Каната Исаева был избран Абдыразаков, Нурлан Орозобекович.

### Ребрендинг партии 2021
30 октября 2021 года партия "Кыргызстан" обновила дизайн логотипа, флага и печати. На новом логотипе изображены медведь и девять звёзд. 9 звёзд - это семь областей Кыргызстана и два города Ош и Бишкек. Звезды на одном флаге означают единство всех областей Кыргызстана и народа.